# World Badminton Grand Prix 1998
Der World Badminton Grand Prix 1998 war die 16. Auflage des World Badminton Grand Prix. Zum Abschluss der Serie fand ein Finale statt.

## Austragungsorte
| Veranstaltung     | Ort                 | Preisgeld    | IBF-Wertungskategorie | Datum          |
| ----------------- | ------------------- | ------------ | --------------------- | -------------- |
| Japan Open        | Tokio               | 200.000 US $ | 5 Sterne              | 13.–18.1.      |
| Swedish Open      | Borlänge            | 80.000 US $  | 3 Sterne              | 4.–8.3.        |
| All England       | Birmingham          | 125.000 US $ | 4 Sterne              | 9.–14.3.       |
| Swiss Open        | Basel               | 125.000 US $ | 4 Sterne              | 17.–22.3.      |
| Polish Open       | Spała               | 30.000 US $  | 1 Stern               | 1.–5.4.        |
| US Open           | Orange              | 35.000 US $  | 1 Stern               | 9.–13.6.       |
| Malaysia Open     | Penang              | 120.000 US $ | 4 Sterne              | 1.–5.7.        |
| Brunei Open       | Bandar Seri Begawan | 80.000 US $  | 3 Sterne              | 8.–12.7.       |
| Singapore Open    | Singapur            | 170.000 US $ | 5 Sterne              | 10.–16.8       |
| Dutch Open        | Den Bosch           | 50.000 US $  | 2 Sterne              | 6.–10.10.      |
| Denmark Open      | Vejle               | 120.000 US $ | 4 Sterne              | 14.–18.10      |
| Indonesia Open    | Jakarta             | 120.000 US $ | 4 Sterne              | 26.10.–1.11.   |
| Hong Kong Open    | Wan Chai            | 170.000 US $ | 5 Sterne              | 25.–29.11.     |
| Grand Prix Finale | Bandar Seri Begawan | 300.000 US $ | –                     | 24.–28.2. 1999 |

## Die Sieger
| Veranstaltung     | Herreneinzel    | Dameneinzel     | Herrendoppel                            | Damendoppel                       | Mixed                               |
| ----------------- | --------------- | --------------- | --------------------------------------- | --------------------------------- | ----------------------------------- |
| Japan Open        | Peter Gade      | Gong Zhichao    | Cheah Soon Kit Yap Kim Hock             | Ge Fei Gu Jun                     | Kim Dong-moon Ra Kyung-min          |
| Swedish Open      | Luo Yigang      | Kim Ji-hyun     | Tony Gunawan Candra Wijaya              | Jang Hye-ock Ra Kyung-min         | Kim Dong-moon Ra Kyung-min          |
| All England       | Sun Jun         | Ye Zhaoying     | Lee Dong-soo Yoo Yong-sung              | Ge Fei Gu Jun                     | Kim Dong-moon Ra Kyung-min          |
| Swiss Open        | Peter Gade      | Camilla Martin  | Zhang Jun Zhang Wei                     | Ge Fei Gu Jun                     | Michael Søgaard Rikke Olsen         |
| Polish Open       | Daniel Eriksson | Elena Sukhareva | Julian Robertson Nathan Robertson       | Ann-Lou Jørgensen Tine Rasmussen  | Lars Paaske Jane F. Bramsen         |
| US Open           | Fung Permadi    | Yeping Tang     | Horng Shin-jeng Lee Wei-jen             | Kirsteen McEwan Elinor Middlemiss | Kenny Middlemiss Elinor Middlemiss  |
| Malaysia Open     | Peter Gade      | Zhang Ning      | Tony Gunawan Halim Haryanto             | Rikke Olsen Marlene Thomsen       | Tri Kusharyanto Minarti Timur       |
| Brunei Open       | Taufik Hidayat  | Gong Ruina      | Tony Gunawan Halim Haryanto             | Huang Nanyan Yang Wei             | Jens Eriksen Marlene Thomsen        |
| Singapur Open     | Hendrawan       | Ye Zhaoying     | Sigit Budiarto Candra Wijaya            | Ge Fei Gu Jun                     | Tri Kusharyanto Minarti Timur       |
| Dutch Open        | Roslin Hashim   | Zhou Mi         | Cheah Soon Kit Choong Tan Fook          | Huang Nanyan Yang Wei             | Jon Holst-Christensen Ann Jørgensen |
| Denmark Open      | Peter Gade      | Camilla Martin  | Rexy Mainaky Ricky Subagja              | Qin Yiyuan Tang Yongshu           | Jon Holst-Christensen Ann Jørgensen |
| Indonesia Open    | Yong Hock Kin   | Mia Audina      | Rexy Mainaky Ricky Subagja              | Deyana Lomban Eliza Nathanael     | Tri Kusharyanto Minarti Timur       |
| Hong Kong Open    | Budi Santoso    | Camilla Martin  | Tony Gunawan Candra Wijaya              | Chen Lin Jiang Xuelian            | Michael Søgaard Rikke Olsen         |
| Grand Prix Finale | Sun Jun         | Zhang Ning      | S. Antonius Budi Ariantho Denny Kantono | Ge Fei Gu Jun                     | Kim Dong-moon Ra Kyung-min          |